# Rudnik (powiat Raciborski)
Rudnik is een dorp in het Poolse woiwodschap Silezië, in het district Raciborski. De plaats maakt deel uit van de gemeente Rudnik en telt 850 inwoners.